# ラミニンα1
ラミニンα1（ラミニンアルファ1、英: laminin subunit alpha-1）は、 細胞外マトリックスにある細胞接着分子の タンパク質 ・ラミニンのサブユニットの1つである。ラミニンはα鎖、β鎖、γ鎖をそれぞれ1本ずつ持つヘテロ三量体である。α1は、α1、α2、α3、α4、α5、の5種類があるα鎖の1つ。ラミニンα1のヒト遺伝子はLAMA1。

## 概要
1979年、米国・NIHの国立歯科・頭蓋顔面研究所のジョージ・マーチン（G．R. Martin）らが、ドイツのマックス・プランク生化学研究所のティンプル（R．Timpl）と共同で、マウスのEHS肉腫から新しいタンパク質を精製し、基底膜の1つの層・ベーサルラミナ (basal lamina、基底板) の「lamina」にちなみ、ラミニン（laminin）と命名した。
ラミニンはα鎖、β鎖、γ鎖をそれぞれ1本ずつ持つヘテロ三量体で、ラミニンα1は、5種類あるα鎖の１つである。ラミニンが細胞外マトリックス・タンパク質のフィビューリン-2（fibulin-2）に結合するとき、α1のアミノ酸番号654-665が結合部位である。
ラミニンα1はラミニン-111を構成し、基底膜の形成、神経軸索の成長に必須のタンパク質である。特定の遺伝子を欠損させたマウス（遺伝子ノックアウト）で、受精卵の時期からラミニンα1遺伝子を欠損させると、胚発生の初期に死亡してしまう。成体になってから臓器あるいは時期特異的に遺伝子を欠損させる調節ノックアウトマウス（コンディショナルノックアウトマウス、conditional knock-out mouse）でラミニンα1を欠損させると、マウス小脳の形成・発達・機能が異常で、行動が異常になる。